# معدن سنگ (فیلم ۲۰۲۰)
معدن سنگ (به انگلیسی: The Quarry) یک فیلم سینمایی دلهره‌آور و معمایی آمریکایی محصول سال ۲۰۲۰ به کارگردانی اسکات تیمز، از فیلمنامه‌ای توسط تیمز و اندرو بروتزمن، براساس رمانی به همین نام ساخته دامون گالگوت است. بازیگران اصلی این فیلم شیا ویگهام، مایکل شنون، کاتالینا ساندینو مورنو، بابی سوتو و برونو بیچیر هستند.

## اکران فیلم
این فیلم قرار بود اولین نمایش جهانی خود را در جنوب از جنوب غربی در ۱۴ مارس ۲۰۲۰ انجام دهد. با این حال، جشنواره به دلیل دنیاگیری کووید ۱۹ لغو شد. قرار است در ۱۷ آوریل ۲۰۲۰ اکران شود.

## خلاصه داستان
دربارهٔ کشیشی است که وارد شهری کوچکی با کلانتری سخت‌گیر می‌شود که با قاچاقچیان مواد مخدر درگیر است اما او راضی پنهان دارد و…